# Dorcadion parallelum
Dorcadion parallelum är en skalbaggsart som beskrevs av Küster 1847. Dorcadion parallelum ingår i släktet Dorcadion och familjen långhorningar. Inga underarter finns listade i Catalogue of Life.